# Rui Almeida
Rui Almeida é um jornalista português nascido em Lisboa, a 3 de Julho de 1967. Exerceu funções como jornalista na RDP/Antena 1, a partir de 1987, até 2000, com um interregno em 1993 na Rádio Comercial e em 1994 na Rádio Macau.
Efetuou a cobertura de diversas edições de campeonatos do mundo de futebol (França'1998, Alemanha'2006, África do Sul'2010, Brasil'2014 e Nova Zelândia'2015), Jogos Olímpicos, Voltas a Portugal em Bicicleta, campeonatos do mundo de hóquei em patins (Argentina'1989, Alemanha'1997 e Angola'2013), campeonatos do mundo de atletismo (Japão'2007 e Espanha'2008), campeonato do mundo de futsal (Colômbia'2016).
Interrompeu a sua carreira jornalística entre 2000 e 2006, período em que exerceu sucessivamente funções como diretor de comunicação do Clube Desportivo Santa Clara, chefe de gabinete do Presidente da Câmara Municipal da Madalena do Pico e comentador da RTP/Açores.
Esteve durante dois anos ligado à Atletica e à Sportis, empresas de organização de eventos desportivos, sendo um dos mentores do projecto World Bike Tour (Lisboa, Porto, Madrid e São Paulo).
Rui Almeida é licenciado em Ciências da Comunicação (Universidade Autónoma de Lisboa/1991), tendo Formação Avançada em Ética pela Universidade Católica Portuguesa. É regularmente formador em Angola, Moçambique e Cabo Verde, bem como na Portugal Football School da Federação Portuguesa de Futebol. 
Foi, durante sete anos (2010 a 2017) jornalista da SuperSport TV, cadeia internacional de televisão sediada em Joanesburgo (África do Sul), e, de 2017 a 2019, em Bona, jornalista da Deutsche Welle (a estação internacional alemã de rádio e televisão). Encontra-se a filmar o seu primeiro documentário ("Deck 4") sobre o naufrágio do navio "Costa Concordia".
Regressou entretanto a Portugal em maio de 2019 para integrar a equipa de lançamento do Canal 11, onde foi pivô até novembro de 2020, assumindo, a partir dessa data, as funções de Adjunto da Secretária Regional da Cultura, da Ciência e Transição Digital do Governo dos Açores.
Em fevereiro de 2022 aceitou o desafio para retornar à cadeia internacional de televisão SuperSport, baseada em Joanesburgo (África do Sul), como pivô e narrador, sendo também analista da TPA Notícias (o novo canal “24/7 news” da Televisão Pública de Angola).